# Jennifer Azzi
Jennifer Azzi (ur. 31 sierpnia 1968 w Oak Ridge) – amerykańska koszykarka występująca na pozycji rozgrywającej, mistrzyni olimpijska i  świata, członkini Galerii Sław Żeńskiej Koszykówki.

## Osiągnięcia
Na podstawie, o ile nie zaznaczono inaczej.
NCAA
- Mistrzyni:
  - NCAA (1990)
  - sezonu regularnego konferencji PAC-10 (1989, 1990)
- Uczestniczka rozgrywek:
  - Elite Eight turnieju NCAA (1989, 1990)
  - Sweet Sixteen (1988, 1989, 1990)
- Zawodniczka Roku:
  - NCAA:
    - im. Naismitha (1990)[3]
    - według United States Basketball Writers Association (USBWA – 1990)

  - Konferencji PAC-10 (1989, 1990)
  - Wade Trophy (1990)
  - Honda Sports Award (1990)
- Most Outstanding Player (MOP=MVP) finałowego turnieju NCAA (1990)
- MVP turnieju regionu zachodniego NCAA (1990)
- Laureatka nagrody NCAA Silver Anniversary Award (2015)
- Zaliczana do:
  - składu All-American (1988–1990)
  - Galerii Sław uczelni Stanford (1995)
  - Pac-12 (kiedy grała Pac 10)  All-Century Women's Basketball Team (2016)

WNBA
- Laureatka WNBA Peak Performers Award (2000 w kategorii skuteczności rzutów wolnych)
- Liderka WNBA w:
  - skuteczności rzutów wolnych (2000)
  - skuteczności rzutów za 3 punkty (1999, 2001)[4]
  - wszech czasów w skuteczności rzutów za 3 punkty

Drużynowe
- Mistrzyni Szwecji (1994)
- Zdobywczyni Pucharu Federacji Francji (1992)

Indywidualne
- MVP turnieju Federacji Francji (1992)
- Wybrana do:
  - II składu ABL (1998)
  - Żeńskiej Galerii Sław Koszykówki (2009)
  - Galerii Sław Sportu:
    - Anderson County (2009)
    - Bay Area (2007)
    - San Jose Sports Authority Hall of Fame (2006)
    - Knoxville (1998)
    - szkoły średniej Oak Ridge (1997)
- Uczestniczka ABL All-Star Game (1996, 1997, 1998)
- Laureatka:
  - March of Dimes Female Athlete of the Year (1997)
  - Sport Image Award (z Jerrym Rice’em) (1996)

Reprezentacja
- Mistrzyni:
  - świata (1990, 1998)
  - olimpijska (1996)
  - Igrzysk Dobrej Woli (1994)
- Brązowa medalistka:
  - mistrzostw świata (1994)
  - igrzysk panamerykańskich (1991)
- Finalistka Pucharu R. Williama Jonesa (1988)